# Гащенко Олексій Михайлович
Олексі́й Миха́йлович Га́щенко (нар. 7 лютого 1965 — 22 травня 2015) — старший солдат Збройних сил України.

## Життєвий шлях
У часі війни — старший солдат 2-ї «афганської» штурмової роти, 24-й окремий штурмовий батальйон «Айдар».
22 травня 2015-го загинув під час виїзду на бойове завдання поблизу села Борівське (Сєверодонецька міська рада).
Похований у місті Старобільськ.

## Нагороди та вшанування
- Указом Президента України № 216/2016 від 18 травня 2016 року — орденом «За мужність» III ступеня (посмертно)[1]
- медаллю УПЦ КП «За жертовність і любов до України» (посмертно)